# Neozephyrus japonica
Neozephyrus japonica är en fjärilsart som beskrevs av Murray 1875. Neozephyrus japonica ingår i släktet Neozephyrus och familjen juvelvingar. Inga underarter finns listade i Catalogue of Life.

## Bildgalleri

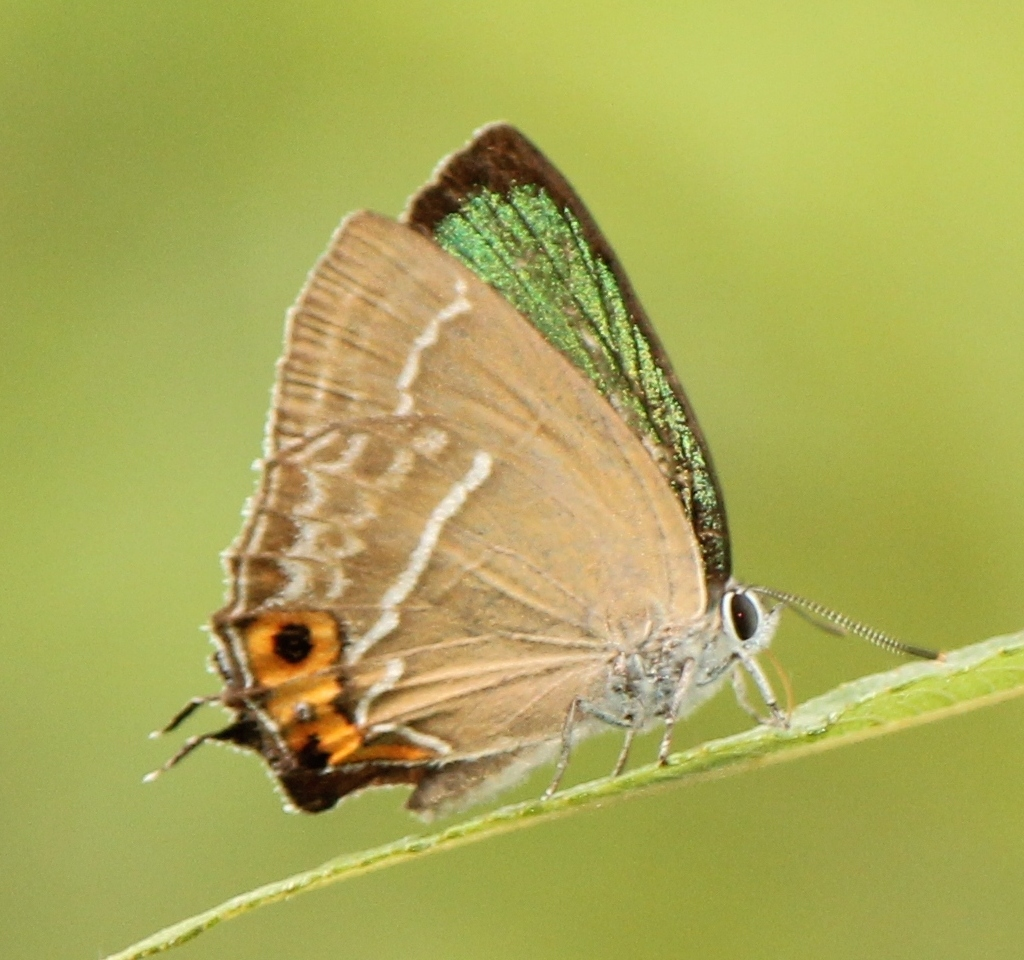
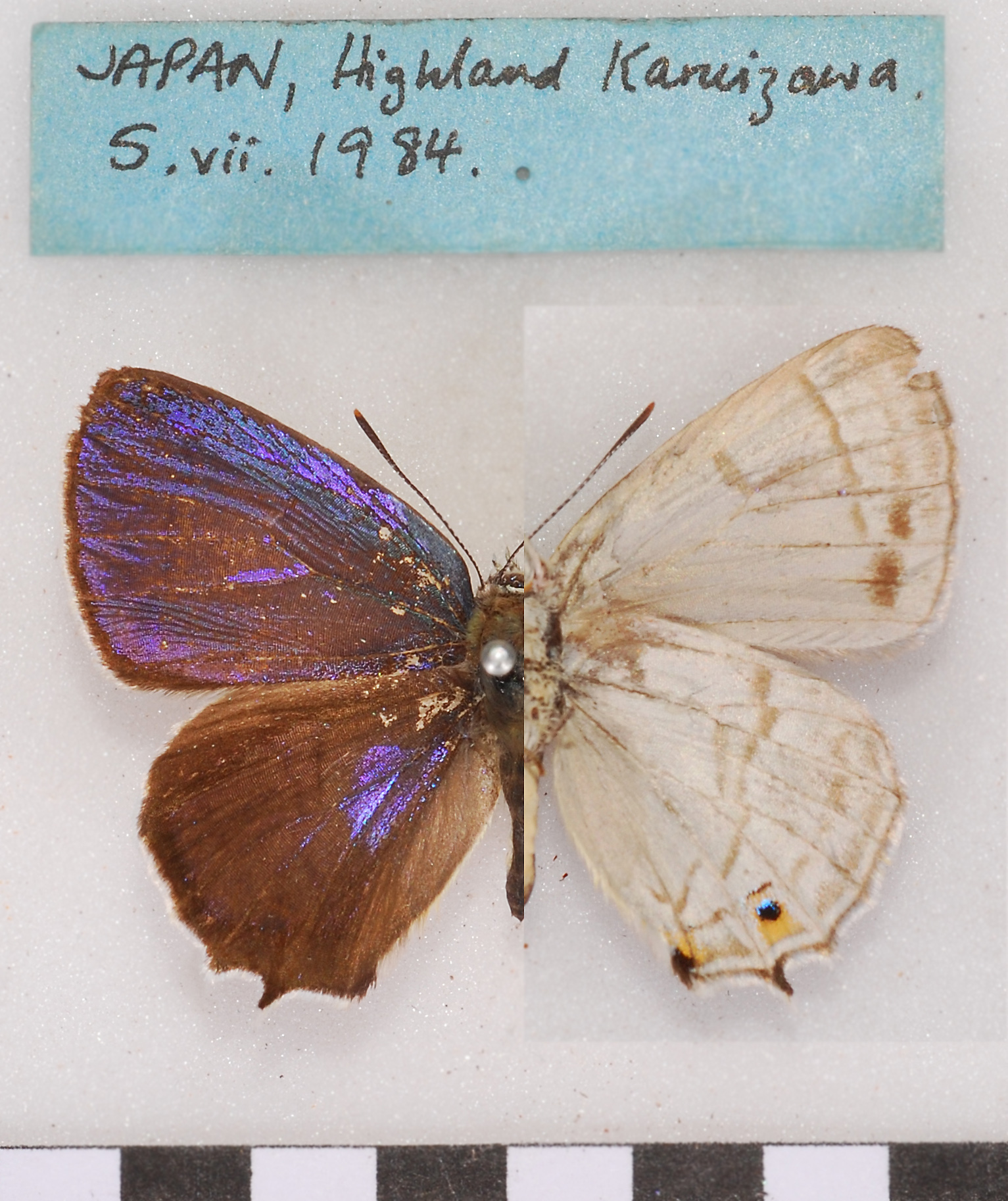